# DOSAB-100T
DOSAB-100T (ros. ДОСАБ-100Т) – radziecka bomba orientacyjno-sygnalizacyjna. Korpus bomby mieści świecę dymną wyposażoną spadochron i zaostrzoną żerdź metalową. Po zadziałaniu zapalnika świeca jest wyrzucana z korpusu i opada na spadochronie. Przy upadku żerdź wbija się z ziemię i następuje zapłon masy pirotechnicznej o masie 35,5 kg. Zależnie od jej rodzaju emitowany jest dym biały, czarny lub czerwono-malinowy. DOSAB-100T stosowana jest do oznaczania punktów orientacyjnych w dzień.